# Sonchamp
Sonchamp là một xã thuộc tỉnh Yvelines, trong vùng Île-de-France, Pháp, có cự ly khoảng 9 km về phía nam của Rambouillet.
Người dân địa phương trong tiếng Pháp gọi là Sonchampois.
Đây là một khu vực nông nghiệp. Các đơn vị giáp ranh là: Orcemont và Prunay-en-Yvelines về phía tây, Ablis về phía nam, Clairefontaine-en-Yvelines, Saint-Arnoult-en-Yvelines và Ponthévrard về phía đông và Rambouillet về phía bắc.